# Samuel Vince
Samuel Vince, angleški duhovnik, matematik in astronom, * 1749, † 1821.
1. 1 2  MacTutor History of Mathematics archive — 1994.